# Torsångs tingslag
Torsångs tingslag var ett tingslag i sydöstra Dalarna i Kopparbergs län. 
Tingslaget hörde före 1780 till Österdalarnas domsaga, mellan 1780 och 1798 till Kopparbergslagens domsaga, mellan 1798 och 1858 till Kopparbergslagen och Näsgårds läns domsaga och från 1858 till Falu domsaga. Dess verksamhet upphörde 1889 och övertogs av Falu domsagas södra tingslag.

## Socknar
Tingslaget omfattade följande socknar: 
- Torsångs socken